# Miroslav Lazanski

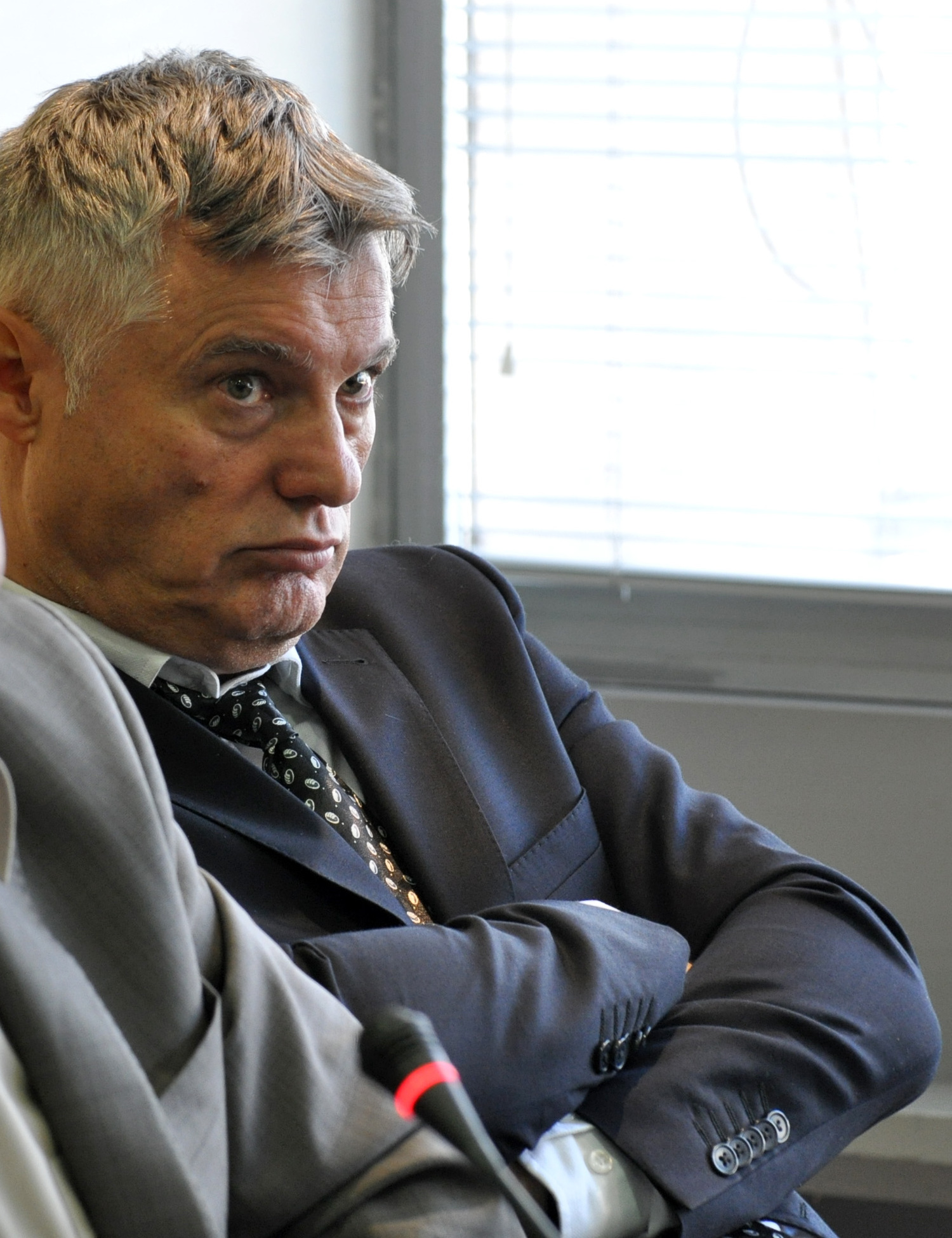
Miroslav Lazanski

Miroslav Lazanski (* 18. Dezember 1950 in Karlovac, Jugoslawien; † 4. August 2021 in Belgrad, Serbien) war ein jugoslawischer bzw. serbischer Journalist und Diplomat.

## Leben
Miroslav Lazanski war der Sohn eines slowenischen Berufssoldaten und einer Serbin. Seine Tante ist die ehemalige Präsidentin der Republika Srpska in Bosnien und Herzegowina, Biljana Plavšić. Großvater und Onkel kamen während des Zweiten Weltkrieges im Konzentrationslager Jasenovac ums Leben. Seine Kindheit verbrachte er in verschiedenen jugoslawischen Garnisonsstädten. Sein Abitur schloss er in Trebinje im Gymnasium “Jovan Dučić” ab. In Zagreb schrieb er sich für ein Jurastudium an der Universität Zagreb ein. Er diente 1977 in der 41. Infanteriedivision der JNA in Bitola, bei der er eine Medaille für militärische Fähigkeiten erhielt.

## Laufbahn

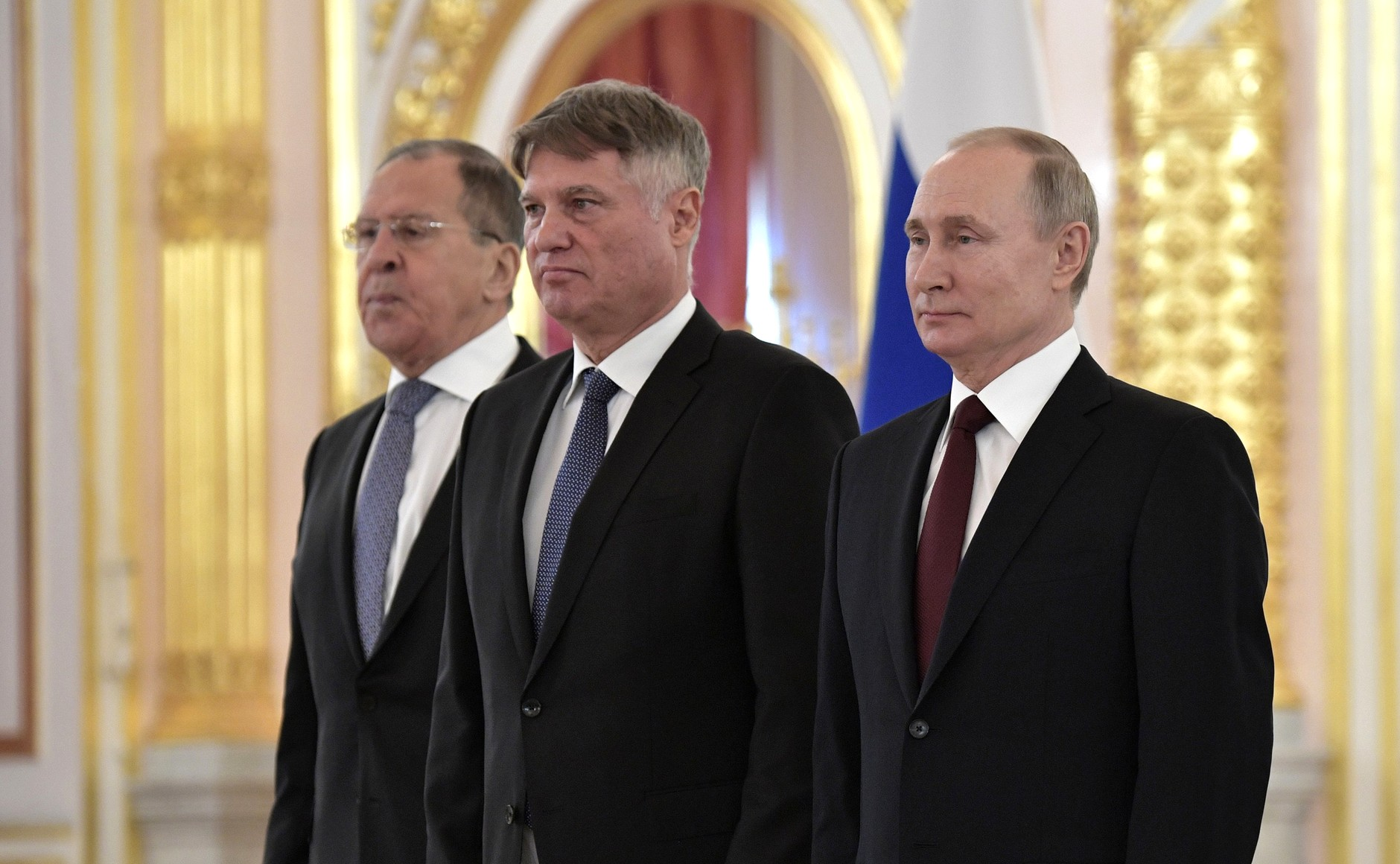
Als Botschafter im Kreml

Lazanski begann als Journalist im Zagreber Wochenmagazin “Polet”. Danach schrieb er für die kroatischen und slowenischen Blätter “Vjesnik”, “Danas” and “Start”. Von Beginn an konzentrierte er sich auf die Bereiche Militär und Politik. Noch in Zagreb schrieb er für “Politika Ekspres” and “NIN”. Im März 1991 wechselte er nach Belgrad zur “Politika”, 1996 zu “Večernje novosti” und 2001 wiederum zur “Politika”, bei der er bis 2019 blieb. Von 2017 bis 2019 hatte er in Sputnik Srbija eine wöchentliche Radio- und Internet-Sendung – "Na Nisanu Miroslava Lazanskog". 2019 wurde er in Nachfolge von Slavenko Terzić als Botschafter Serbiens nach Moskau berufen.
Miroslav Lazanski war einer der bekanntesten Journalisten im ehemaligen Jugoslawien und späteren Serbien, der insbesondere als Militärkommentator bekannt wurde. Durch seine Kontakte in die höchste militärische Führungsebene der Sowjetunion, Warschauer Pakt, NATO und dem US-Militär sowie insbesondere der Jugoslawischen Volksarmee während der Bürgerkriege wurde er auch regelmäßig von westlichen Nachrichtenbüros zitiert.
1982 berichtete Der Spiegel von dem slowenischen Männermagazin Start als dem freizügigsten Blatt Osteuropas, in dem es aus dem ungewöhnlichen Bericht von Miroslav Lazanski über die damaligen sowjetischen Militärübungen an der ungarisch-jugoslawischen Grenze berichtete.
Lazanskis Interview für Danas mit dem sowjetischen Verteidigungsminister Wiktor Kulikow 1986 ist in Analysen der NATO eingeflossen, ebenso seine Analyse zum sowjetischen Militärmanöver Soyuz 1984.
Er interviewte unter anderen verschiedene Marschälle und Verteidigungsminister der Sowjetunion wie Dmitri Jasow (1988), Sergei Achromejew (1982) und Wiktor Kulikow (1986) sowie unter anderen den amerikanischen Kommandanten und Admiral der US-Pazifikflotte, Huntington Hardisty. 2019 wurde er zum Botschafter Serbiens in Russland berufen. Lazanski war ebenfalls der einzige ausländische Journalist, der 2018 eine Einladung der nordkoreanischen Führung zur Militärparade anlässlich der 70-Jahr-Feier der Streitkräfte Nordkoreas in Pjöngjang erhalten hatte. Als Embedded Journalist berichtete er während des Ersten Golfkrieges 1991 aus dem Irak.
Er interviewte unter anderen auch Nicolae Ceaușescu (1989), Wladimir Putin (2014), Aljaksandr Lukaschenka (2014) und Baschar al-Assad (2015).
Seine Akkreditierung erhielt er am 5. Februar 2020 von Wladimir Putin im Moskauer Kreml.
Lazanski war der einzige jugoslawische Journalist, der 1988 ein Interview im Beisein von drei sowjetischen Marschällen führte. Bei seinem Interview mit Jasow 1988 ließ dieser Achromejew und Kulikov hinzukommen.

## Trivia
Lazanski war bekannt als Sammler von Militaria. Unter anderen hat er einen Helm und andere Gegenstände des über Pale 1995 abgeschossenen französischen Piloten einer Mirage F-2000, Teile der F-117 Nighthawk, die 1999 über Serbien abgeschossen wurde, sowie einen amerikanischen Militärjeep aus dem Zweiten Weltkrieg, mit dem er regelmäßig zur Redaktion der Politika fuhr. Der historische Dodge WC-51 wurde, nachdem Lazanski nach Moskau berufen wurde, von einem Unternehmen der serbischen Militärindustrie generalüberholt.